# Nacz (wieś)
Nacz (biał. Нач; ros. Начь) – wieś na Białorusi, w obwodzie brzeskim, w rejonie hancewickim, w sielsowiecie Nacz.

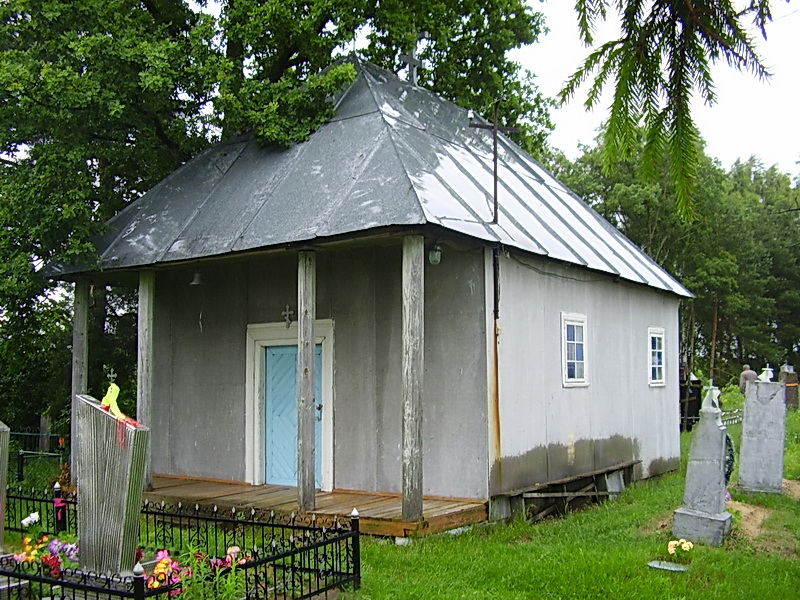
Kaplica św. Michała Archanioła

Siedziba parafii prawosławnej; znajdują się tu cerkiew parafialna pw. św. Michała Archanioła oraz kaplica cmentarna pod tym samym wezwaniem.
W dwudziestoleciu międzywojennym miejscowość leżała w Polsce, w województwie poleskim, w powiecie łuninieckim, gminie Kruhowicze. W pobliżu wsi istniał wówczas dwór oraz folwark Nacz, należące do Płoskowickiego.